# Киссинджер, Генри
Ге́нри А́льфред Ки́ссинджер (англ. Henry Alfred Kissinger; при рождении носил имя Хайнц А́льфред Ки́ссингер, нем. Heinz Alfred Kissinger; 27 мая 1923, Фюрт, Бавария, Веймарская республика — 29 ноября 2023, Кент, Коннектикут, США) — американский государственный деятель, дипломат и эксперт в области международных отношений. Советник президента США по национальной безопасности (в 1969—1975 годах) и Государственный секретарь США (в 1973—1977 годах). Лауреат Нобелевской премии мира (1973).
Будучи сторонником «реальной политики», Киссинджер играл доминирующую роль во внешней политике США в 1969—1977 годах. Он был инициатором и исполнителем политики разрядки в отношениях США и Советского Союза, организовал начало отношений США с КНР, а также заключил Парижское мирное соглашение, которое должно было завершить войну во Вьетнаме. Член Республиканской партии США.
Киссинджера связывали с такими спорными действиями, как американские бомбардировки Камбоджи, участие США в военном перевороте в Чили, поддержка США «Грязной войны» в Аргентине и поддержка Соединёнными Штатами Пакистана в войне за независимость Бангладеш, в ходе которой Пакистан совершил жестокие этнические чистки.
В 2001 году Генри Киссинджер занял первое место в рейтинге 100 ведущих интеллектуалов мира по количеству упоминаний в СМИ, составленном чикагским федеральным судьёй Ричардом Познером. Киссинджер являлся первым человеком, награждённым премией Генриха фон Клейста Международной конференцией по политике безопасности в 2009 году, и в последние годы своей жизни был председателем международной консалтинговой фирмы Kissinger Associates. Консультировал 12 американских президентов (от Джона Кеннеди до Джо Байдена). Также являлся доктором Дипломатической академии МИД России.

## Биография

### Ранние годы
Генри Киссинджер родился в баварском городе Фюрте (тогда Веймарская республика) 27 мая 1923 года, в религиозной еврейской семье.
При рождении он получил имя Хайнц Альфред Киссингер (которое в США было изменено на Генри Киссинджер). Отец, Луис Киссингер (1887—1982) был школьным учителем. Мать, Паула Штерн Киссингер (1901—1998), была домохозяйкой. Младшего брата звали Вальтер (1924—2021). Фамилия Киссингер происходит от названия германского города Бад-Киссинген.
В 1938 году, спасаясь от преследования нацистами, семья эмигрировала в США, поселившись в Нью-Йорке. Идея вывезти семью из Германии принадлежала Пауле, матери семейства. Родственники, оставшиеся в Германии, были истреблены во время Холокоста. Позже Киссинджер писал об этом периоде: «До эмиграции в Америку я и мои родные во всё большей степени испытывали остракизм и дискриминацию…».
Приехав в Нью-Йорк, семья Киссинджеров поселилась в районе Вашингтон-Хайтс на Манхэттене, где была большая немецкая и еврейская диаспора. Там Генри провёл школьные годы. Хотя Киссинджер быстро ассимилировался в американскую культуру, у него остался восточно-франкский акцент, причиной чего была детская робость, из-за которой он был неразговорчив. Проучившись год в Средней школе Джорджа Вашингтона в Нью-Йорке, Генри Киссинджер стал посещать вечернюю школу, а днём работал на фабрике по производству кисточек для бритья (помазков).
Окончив среднюю школу, Киссинджер поступил в Нью-Йоркский Сити-колледж, где изучал бухгалтерский учёт. Как студент, обучающийся в режиме неполного дня, он хорошо успевал, продолжая работать во время учёбы.
В 1943 году Киссинджер был призван в армию, не успев окончить учёбу. В этом же году он получил американское гражданство.

#### Служба в армии
Киссинджер прошёл базовую подготовку в Кэмп-Крофт в Спартанбурге, штат Южная Каролина, там же по прибытии он получил и гражданство. Армия США отправила его изучать инженерное дело в Колледж Лафайетта в городе Истон, штат Пенсильвания, но эта программа была отменена, и Киссинджера направили в 84-ю пехотную дивизию, в лагерь Кэмп-Клэйборн (англ. Camp Claiborne), штат Луизиана. Там он познакомился с Фрицем Кремером, тоже иммигрантом из Германии, который, несмотря на разницу в возрасте, обратил внимание на свободное владение немецким языком и интеллект курсанта. Кремер поспособствовал, чтобы Киссинджера перевели в военную разведку дивизии. Военный историк Теодор Драпер (англ. Theodore Draper) утверждает, что Фриц Кремер оставил широкий след в политическом и интеллектуальном формировании Киссинджера: 

На протяжении многих лет мистер Кремер был куратором, наставником, духовным исповедником и хранителем душевных тайн мистера Киссинджера. Оригинальный текст (англ.)For many years, Mr. Kraemer was Mr. Kissinger's guide, mentor, father confessor and keeper of his conscience— Little Heinz And Big Henry, The New York Times, September 6, 1992
Во время службы в составе дивизии Киссинджер участвовал в боях во время Арденнской операции.
В 1945 году во время американского продвижения в Германию, из-за нехватки военнослужащих, владеющих немецким языком, в подразделении военной разведки дивизии, Киссинджера назначили ответственным за денацификацию города Крефельд. Полагаясь на своё знание немецкого общества, Киссинджер справился с заданием за восемь дней, ликвидировав очевидных нацистов и восстановив гражданскую администрацию. Затем Киссинджера перевели в Корпус контрразведки в звании сержанта. Он получил задание отслеживать бывших офицеров гестапо и диверсантов в Ганновере. За выполнение этого задания Киссинджер был награждён Бронзовой звездой. В июне 1945 года был назначен командиром подразделения Корпуса контрразведки района Бергштрасе земли Гессен с основной обязанностью — проведение денацификации района. Хотя Киссинджер был наделён всеми полномочиями арестовывать граждан, он заботился о том, чтобы солдаты под его командованием не злоупотребляли этим против местного населения.
В 1946 году Киссинджера перевели на преподавание в Школе разведки Командования Вооружённых сил США в Европейской зоне (англ. European Command Intelligence School), находившейся в лагере Кэмп-Кинг (англ. Camp King), город Оберурзель, где он ещё год продолжал работать как гражданский служащий после завершения службы в армии.

#### Образование
В 1950 году Киссинджер окончил Гарвардский Колледж, получив степень бакалавра искусств с уровнем отличия summa cum laude («с наибольшим почётом»). Дипломная работа Киссинджера называлась The Meaning of History: Reflections on Spengler, Toynbee and Kant («Значение истории: размышления о Шпенглере, Тойнби и Канте») и, занимая 388 страниц, какое-то время являлась самой длинной бакалаврской диссертацией Гарварда. Новым патроном Киссинджера в Гарварде стал профессор Уильям Янделл Эллиотт (англ. William Yandell Elliott) — историк, советник Рузвельта и ещё нескольких Президентов США, вице-президент Совета национальной безопасности США, известный своим антисоветским рвением. В 1952 и 1954 годах Киссинджер получил соответственно степень магистра искусств и доктора философии в Гарвардском Университете. Докторская диссертация Киссинджера называлась «Восстановленный мир: Меттерних, Каслри и проблемы мирного периода 1812—1822 годов» (англ. A World Restored: Metternich, Castlereagh and the Problems of Peace, 1812-22).

#### Начало карьеры
Будучи ещё студентом Гарвардского университета со степенью бакалавра, Киссинджер при поддержке Эллиота организовал осенью 1950 года Гарвардский Международный Семинар (англ. Harvard International Seminar), целью которого было объединить молодых лидеров всего мира в борьбе против коммунизма в условиях Холодной войны и усилить влияние традиционных западных ценностей под руководством США. Международный Семинар сразу привлёк внимание ЦРУ. ЦРУ поддержало семинар и при помощи финансовых организаций в течение десятилетия спонсировало его растущий бюджет. Киссинджер вёл этот семинар каждое лето с 1951 до 1965 года, а также в 1967 году, и являлся его директором с 1951 до 1971 года.
После получения PhD в 1954 году Киссинджер продолжал деятельность в Гарвардском университете, являясь членом преподавательского состава на кафедре государственного управления и как менеджер различных программ, включая Международный семинар. Одной из таких программ была «Программа по оборонным исследованиям» (англ. Defence Studies Program), созданная в 1954 году, чтобы консультировать высших военных лиц и политиков. С 1958 по 1971 год Киссинджер занимал должность директора этой программы.
В 1955 году Киссинджер был советником Операционного координационного комитета (англ. Operations Coordinating Board — комитет, подотчётный Совету национальной безопасности США, созданный Президентом США Эйзенхауэром в 1953 году и упразднённый Дж. Кеннеди в 1961 году).
В 1955—1956 годах Киссинджер являлся директором по исследованиям в области ядерного оружия и внешней политики в Совете по международным отношениям в Нью-Йорке, в связи с чем он на кратковременные периоды покидал Гарвард. Результатом этой деятельности стала первая книга Киссинджера «Ядерное оружие и внешняя политика»(1957). Эта книга стала бестселлером и выбором клуба Book-of-the-Month Club, и сделала Киссинджера знаменитым.
В 1956—1958 годах Киссинджер работал в Фонде братьев Рокфеллеров (англ. Rockefeller Brothers Fund) на должности директора Проекта специальных исследований (англ. Special Studies Project). Результатом работы стал отчёт под названием «Международная безопасность: военный аспект» (англ. International Security: The Military Aspect). Этот отчёт был настолько ошибочным, что Киссинджер вынужден был потом отказаться от него. В 1961 году вышла его книга «Необходимость выбора» (англ. The Necessity for Choice), в которой Киссинджер реабилитировался, и которая также добавила ему репутации.
В 1958 году в Гарварде был создан Центр международных отношений (англ. Center for International Affairs), ставший прямым каналом взаимодействия между Вашингтоном и Гарвардом. Этот центр готовил профессионалов, требуемых для выполнения сложных политических и дипломатических миссий. Киссинджер был назначен помощником директора этого центра, и пробыв в должности до 1960 года, сыграл большую роль в построении сети связей между университетским персоналом и политиками в рамках центра.
Помимо научно-преподавательской деятельности Киссинджер работал консультантом нескольких правительственных агентств, таких как Operations Research Office (1951), Psychological Strategy Board (1952), Weapons Systems Evaluation Group of the joint Chiefs of Staff (1959—1960), Arms Control and Disarmament Agency (1961—1968), корпорация RAND (1961—1968), Совет национальной безопасности США (1961—1962), Государственный департамент США (1965—1968).
В 1960-х Киссинджер уже считался одним из самых признанных, уважаемых и влиятельных стратегических экспертов мира.
Киссинджер поддерживал Нельсона Рокфеллера, губернатора штата Нью-Йорк, и был его советником, когда тот выдвигался кандидатом в президенты от республиканцев (1960, 1964, 1968). Историки называют Н. Рокфеллера третьим патроном Киссинджера. В конце 1968 года новоизбранный президент Ричард Никсон выбрал Киссинджера в качестве своего советника по национальной безопасности, и после инаугурации Никсона в январе 1969 года Киссинджер официально вступил в должность, распрощавшись с Рокфеллером. За службу и проделанную работу, а также в качестве символа дружбы и признательности, Рокфеллер поощряет Киссинджера премией в 50 000 $. С этого момента Киссинджер прокладывает себе дорогу в коридоры Белого Дома и становится независимым от наставников и патронов, продолжая тем не менее поддерживать связь с Рокфеллерами. Он является членом правления Фонда братьев Рокфеллеров, советником принадлежащего Рокфеллерам банка Chase Manhattan Bank (современный Chase), и членом Chase’s International Advisory Committee.
Генри Киссинджер в 1969—1975 годах был советником по национальной безопасности США, а с 1973 по 1977 год — Государственным секретарем США.

### Политическая карьера, внешняя политика США
Генри Киссинджер занимал должность Советника по национальной безопасности и Госсекретаря США при Р. Никсоне. Это был первый случай, когда один человек занимал две данные должности одновременно. При Дж. Форде Киссинджер продолжил службу на должности Госсекретаря США.
Являясь сторонником реальной политики (ультрареалистом), Киссинджер играл доминирующую роль во внешней политике США в 1969—1977 годах. Никсон, при активном участии Киссинджера, централизовал управление внешней политикой США. Киссинджер усложнил структуру Совета национальной безопасности, создал ряд подчинённых ему комитетов и увеличил штат. Совет национальной безопасности, приближённый к президенту через Киссинджера, получил больше полномочий и стал замещать и вытеснять при решении внешнеполитических задач Государственный департамент США, которому Никсон не доверял. В рамках данной системы вся власть и информация концентрировалась в руках советника по национальной безопасности Г. Киссинджера. Президент Форд сместил Киссинджера с должности советника по национальной безопасности, назначив вместо него генерала Брента Скоукрофта, однако это не уменьшило реальной власти Киссинджера в администрации.
В период своей политической деятельности Киссинджер всегда находился в центре переговоров США с СССР, КНР, Японией, Израилем, Египтом, Северным Вьетнамом и другими странами. Киссинджер инициировал политику разрядки международной напряжённости, которая привела к значительному ослаблению напряжения в американско-советских отношениях.
Киссинджер организовал сближение США с Китаем, сыграв важную роль в переговорах США с премьером Госсовета КНР Чжоу Эньлаем в 1971 году.
Киссинджеру также принадлежит идея ликвидации коммунистических движений в Южной Америке, в частности организации переворота Пиночета в Чили в 1973 году. Тайные операции ЦРУ в 1970—1973 годах курировал возглавляемый Киссинджером Сороковой комитет правительства США.
В 1973 году Киссинджер получил Нобелевскую премию мира за свою роль в достижении Парижского мирного соглашения, которое на время прекратило войну во Вьетнаме и, как предполагалось, должно было её завершить.
Как советник по национальной безопасности, Киссинджер руководил в 1974 проектом National Security Study Memorandum 200, вызвавшим немало споров.

#### Политика разрядки международной напряжённости
Как советник по национальной безопасности при Никсоне, Киссинджер был создателем и идеологом политики разрядки международной напряжённости (фр. détente), направленной на снижение агрессивности противостояния стран социалистического и капиталистического лагерей. Одним из элементов этой политики стали Переговоры об ограничении стратегических вооружений с Генеральным секретарём ЦК КПСС Леонидом Брежневым, результатом которых стал Договор об ограничении стратегических вооружений, подписанный в 1972 году. В том же году были подписаны Договор об ограничении систем противоракетной обороны, Временное соглашение между Соединёнными Штатами Америки и Союзом Советских Социалистических Республик об определённых мерах относительно ограничения стратегического наступательного вооружения, и Конвенция о биологическом оружии. А в 1973 году был подписан договор «Основные принципы переговоров между СССР и Соединёнными Штатами Америки о дальнейшем ограничении стратегических наступательных вооружений».
Переговоры о разоружении изначально планировалось начать ещё при администрации Джонсона, но они были отложены как реакция на события в Чехословакии в августе 1968 года, получившие название «Пражская весна». В течение 1969—1970 годов Киссинджер организовал «конфиденциальный канал» с советским послом в США Анатолием Добрыниным для ведения секретных переговоров. Основной их темой была Разрядка международной напряжённости между двумя сверхдержавами. Кроме того, Киссинджер и Добрынин улаживали вероятные разногласия Вашингтона и Москвы касательно Вьетнама, Ближнего Востока, Кубы и Еврейской эмиграции. В мае 1971 года Киссинджер и Добрынин достигли предварительного соглашения. Летом того же года была назначена дата проведения саммита в Москве (весна 1972 года). Переговоры велись Никсоном и Киссинджером. Люди из других агентств не были допущены в переговорную, и таким образом, госсекретарь США Уильям Роджерс, директор Агентства по контролю над вооружениями и по разоружению (англ. ACDA) Джерард Смит, и министр обороны Мелвин Лэйрд были вытеснены из переговорного процесса. В ходе переговоров был заключён Договор об ограничении стратегических вооружений (ОСВ-I). Кроме того был заключён договор о поставках в СССР зерна. Там же был подписан договор «Основные принципы советско-американских отношений».
Переговоры между США и СССР продолжались и весной 1973 года были подписаны «Основные принципы переговоров между СССР и Соединёнными Штатами Америки о дальнейшем ограничении стратегических наступательных вооружений», а летом, на саммите в Вашингтоне — «Договор о предотвращении ядерной войны».
Переговоры Киссинджера и министра иностранных дел СССР Андрея Громыко привели ко второму визиту президента Никсона в Москву в 1974 году, в ходе которого был подписан Предварительный договор о запрещении испытаний ядерного оружия.
При администрации Форда Киссинджер продолжал играть главную роль во внешней политике США по отношению к СССР. Он являлся ключевым звеном в переговорах между Фордом и Леонидом Брежневым на саммитах во Владивостоке в 1974 и в Хельсинки в 1975. Во Владивостоке Форд обсудил с Брежневым вопрос ограничений стратегического вооружения, а в Хельсинки был подписан Заключительный акт Совещания по безопасности и сотрудничеству в Европе, называемый также «Хельсинкские соглашения».
Не все государственные деятели США поддерживали Политику разрядки международной напряжённости. Между сторонниками и противниками шла борьба. Так, в 1974 году стараниями противников разрядки была принята Поправка Джексона — Вэника к Закону о торговле США, целью которой было надавить на Советский Союз, чтобы он разрешил свободную эмиграцию своих граждан (в тот период в СССР поднялась волна эмиграций, эмигрировали в основном граждане еврейской национальности, Евангельские христиане и католики).

#### Сближение с Китаем
Ещё будучи кандидатом в президенты, Ричард Никсон утверждал, что США и весь мир выиграют от сближения с Китаем. Он считал это внутренней необходимостью из-за размера и неизбежного влияния Китая. Кроме того, Китай мог стать хорошим противовесом Советскому Союзу. Этого же мнения придерживался и Киссинджер, который даже изобрёл новый термин: «трехсторонняя дипломатия» (англ. triangular diplomacy). С самого начала своего президентства Никсон искал каналы, чтобы начать переговоры с Китаем. Первые попытки переговоров происходили в режиме секретности. Никсон и Киссинджер скрывали свои намерения по сближению с Китаем не только от публики, но и от Госдепа. Начиная с лета 1969, в течение двух лет между Никсоном и Киссинджером, с одной стороны, и Чжоу Эньлаем и Мао Цзэдуном, с другой, происходил обмен сообщениями через посредников: иностранных послов, президентов дружественных государств, сотрудников Совета национальной безопасности, подотчётного Киссинджеру. Среди участников этого обмена президент Пакистана Яхья Хан, посол США в Польше Уолтер Стессел, посол Пакистана в США Ага Хилали, президент Румынии Николае Чаушеску, посол Румынии в США Корнелиу Богдан, бывший делегат в Ханое от Французского правительства Жан Сентени (имел связи с китайским послом во Франции), сотрудники Совета национальной безопасности Харольд (Хэл) Саундерс, Александр Хэйг, Ричард Смайсер (англ. Richard Smyser) и другие. Результатом этого взаимодействия стал тайный визит Киссинджера в Пекин 9—11 июля 1971 года. В ходе встреч с премьером Госсовета КНР Чжоу Эньлаем Киссинджер договорился о будущем визите Никсона в Китай и обсудил вопросы, интересовавшие обе стороны. Главным условием потепления отношений для Китая был вывод войск США с территории Тайваня и признание его частью КНР. Институт USC US-China Institute (филиал Университета Южной Калифорнии) собрал и опубликовал документы, относящиеся к этому визиту и предварительным двухлетним переговорам, после того как они были рассекречены.
Своим визитом в Китай Киссинджер положил начало более открытому общению между США и Китаем. 15 июля 1971 Никсон публично заявил телеканалу NBC о своём намерении посетить Китай и о согласии Китайской стороны принять его до мая 1972. 20 октября 1971 Киссинджер вместе с заместителем помощника президента Дуайтом Чапином совершил ещё одну поездку в Китай, в ходе которой были обговорены условия и дата визита Никсона, и основные вопросы, которые нужно было обсудить в ходе этой встречи (Тайваньский вопрос, война во Вьетнаме, нестабильность на Корейском полуострове, отношения с Японией). В качестве даты визита было выбрано 21 февраля 1972 года. В январе—феврале 1972 Александр Хейг, Дуайт Чапин, и директор Исполнительного офиса Белого Дома Рональд Уолкер посетили Китай с целью более детально спланировать и подготовить поездку Никсона.
Визит Никсона в Китай состоялся 21—28 февраля 1972 года. Это было первое посещение Китайской Народной Республики Президентом США. Делегация Никсона включала репортёров, вся поездка широко освещалась в американских и китайских СМИ. В ходе переговоров Никсон признал Тайвань территорией Китая и дал обещание вывести оттуда войска, когда в регионе «спадёт напряжение». Также Никсон обсудил с Чжоу Эньлаем Корейский вопрос, войну во Вьетнаме, освобождение агента ЦРУ Джона Дауни, два десятка лет просидевшего в китайской тюрьме, начало торгового обмена с Китаем (по инициативе китайской стороны) и другие вопросы. Киссинджер в ходе этого визита встретился с Е Цзяньинем (на тот момент заместитель председателя Центральной военной комиссии) и Цяо Гуаньхуа (Министр иностранных дел Китая), с которыми он обсудил тайваньский вопрос, индо-пакистанскую войну и торговые отношения между странами. В последующие дни визита Киссинджер ещё несколько раз встречался с Цяо Гуаньхуа, чтобы доработать тайваньский вопрос, составить текст официального заявления, а также передать сведения о Советских вооружённых силах Китаю. Институт USC US-China Institute также собрал и опубликовал документы, относящиеся к этому визиту и его предварительной подготовке.
Визит Никсона в Китай положил начало дипломатическим отношениям между двумя странами после 22-летней вражды, и поспособствовал ослаблению напряжённости в Юго-Восточной Азии. Сам Никсон, в последний день визита, находясь в Шанхае, подвёл итог следующими словами:

Это была неделя, которая изменила мир; то, что мы сказали в официальном заявлении и близко не так важно, как то, что мы сделаем в грядущие годы, чтобы построить мост через 16000 миль и 22 года враждебности, которые разделяли нас в прошлом. И то, что мы сказали сегодня, — это то, что мы построим этот мост.Оригинальный текст (англ.)This was the week that changed the world, as what we have said in that Communique is not nearly as important as what we will do in the years ahead to build a bridge across 16,000 miles and 22 years of hostilities which have divided us in the past. And what we have said today is that we shall build that bridge.

#### Война во Вьетнаме
В военный конфликт на территории Индокитая, получивший название Вторая Индокитайская война, Киссинджер был вовлечён ещё до своего назначения на пост советника по национальной безопасности президентом Никсоном. Ещё находясь в Гарварде, Киссинджер работал консультантом по внешней политике как на Белый дом (где Киссинджер работал в Совете национальной безопасности, консультативном органе при президенте), так и на Государственный департамент США. В августе 1965 года Генри Лодж, старый приятель Киссинджера, работавший тогда послом в Сайгоне, попросил его посетить Вьетнам в качестве своего консультанта. Киссинджер съездил во Вьетнам на две недели в октябре-ноябре 1965 года, затем ещё на десять дней в июле 1966 года, и в третий раз ещё на несколько дней в октябре 1966 года. Позже Киссинджер был посредником между Вашингтоном и Ханоем в переговорах о восстановлении мира.
Никсон был избран президентом в 1968 году на обещании достичь «почётного мира» (англ. «peace with honor») и завершить войну во Вьетнаме. Там в это время находилось полмиллиона американских военных и их количество росло, 31 тысяча американцев к этому времени погибло. Войну, которую широко критиковали в американском обществе и считали бессмысленной, после десятилетия интервенций, Никсон должен был завершить. Но, как считали Никсон, Киссинджер и их приближённые, простой вывод войск поставил бы под удар уже пошатнувшийся кредит доверия США, авторитет и репутацию супер-державы, создав впечатление, что они «уносят ноги» (в книге «Ending the Vietnam War…» Киссинджер утверждал, что это могло привести к «эффекту домино»: поощрить советские и мусульманские страны в их военных операциях).

### Дальнейшая деятельность и смерть
В конце 2001 года в течение двух с половиной недель возглавлял Комиссию по расследованию терактов 11 сентября 2001 года. На этом посту Киссинджера сменил Томас Кин.
25 сентября 2007 года вместе с несколькими другими госсекретарями США в отставке подписал письмо, призывающее Конгресс США не принимать резолюцию 106 о геноциде армян.
В декабре 2022 года Киссинджер предложил вариант для мирного урегулирования войны между Украиной и Россией, в котором предложил провести на спорных территориях повторные референдумы, под международным наблюдением.
Скончался 29 ноября 2023 года в возрасте 100 лет у себя дома в штате Коннектикут. У него остались жена Нэнси Магиннес Киссинджер, двое детей, Дэвид и Элизабет, и пятеро внуков. О смерти Киссинджера объявила его консалтинговая фирма «Kissinger Associates».

## Личные достижения и награды
- Президентская медаль Свободы (1977 год).
- Бронзовая звезда (1945 год).
- Рыцарь-командор ордена Британской империи (Великобритания)
- Рыцарь-командор орден Святых Михаила и Георгия (1995 год, Великобритания)[54].
- Большой крест ордена «За заслуги перед Федеративной Республикой Германия» (1977 год, Германия)[55].
- Баварский орден «За заслуги» (1997 год, Бавария, Германия).
- Орден Максимилиана «За достижения в науке и искусстве» (2023 год, Бавария, Германия)[56].
- Орден Заслуг земли Баден-Вюртемберг (2007 год, Баден-Вюртемберг, Германия).
- Большой крест ордена «За заслуги перед Итальянской Республикой» (10 ноября 1976 года, Италия)[57].
- Большой крест ордена Заслуг перед Республикой Польша (14 февраля 1997 года, Польша)[58].
- Орден Томаша Гаррига Масарика 1 класса (1998 год, Чехия)[59].
- Орден «За заслуги» III степени (16 сентября 1997 года, Украина) — за личные заслуги в укреплении украинско-американского сотрудничества[60].
- Президентская медаль (2012 год, Израиль).
- Орден Рыцарей Рисаля (Филиппины).
- Почётная медаль острова Эллис[61].
- Почётный гражданин Фюрта (1998 год).
- Золотая медаль гражданина города Фюрт (1973 год).
- В 1973 году Киссинджер получил Нобелевскую премию мира за свою роль в достижении Парижского соглашения, которое, как предполагалось, должно было завершить войну во Вьетнаме.
- Международная премия имени Карла Великого (1987 год).
- Премия Франца Йозефа Штрауса (1996 год).
- Золотая медаль международного центра Низами Гянджеви (2014 год, Международный центр Низами Гянджеви, Азербайджан)[62].
- В 2016 году Генри Киссинджер был избран иностранным членом Российской академии наук[63].

## Образ в медиа
В период своей политической деятельности Киссинджер был яркой медийной фигурой, участвовал в светской жизни, позировал репортёрам с известными актрисами того времени и т. п. В прессе его называли секс-символом и Генри-Поцелуем (Henry the Kiss). В 2012 году он позировал Дмитрию Борщу[значимость факта?], чей портрет Киссинджера выставлялся в Нью-Йоркском университете, Университете Де Поля, Центре искусств Меса, Брехт-форуме, Дворце культуры и науки и включён в каталог американских портретов Национальной портретной галереи США.

## Участие в закрытых клубах и общественных организациях
Многие годы являлся участником глобалистского Бильдербергского клуба.

## Отзывы, критика и обвинения
Его фигура вызывала критику как со стороны левых, либералов и пацифистов, так и со стороны «ястребов» холодной войны.
В конце XX века, после рассекречивания материалов администраций Никсона и Форда, Киссинджер неоднократно обвинялся журналистами и правозащитниками (как в США, так и за рубежом) в причастности к преступлениям военных хунт в Чили и Аргентине (операция «Кондор»). Испанский суд даже вызвал его в качестве свидетеля, но этот вызов был отклонён Государственным департаментом.
Киссинджера также обвиняли греческие и американские журналисты и политики в практической поддержке турецкого вторжения на Кипр в 1974 году и последующей этнической чистке и оккупации севера острова турками.
В 2001 году ряд правозащитных организаций предъявили иски к Киссинджеру, обвинив его в причастности к проведению операции «Кондор». Аргентинский судья, ведущий уголовное расследование, заявил, что Киссинджер является потенциальным подозреваемым и даже ответчиком. Киссинджер незамедлительно покинул Францию после вызова на допрос к следователю и отказался от поездки в Бразилию. США отказываются от участия в Международном уголовном трибунале.
В ходе опроса специалистов в сфере международных отношений, проведённого журналом Foreign Policy в 2015 году, Генри Киссинджер получил наибольшее количество голосов (32 %) как самый эффективный госсекретарь США за последние 50 лет.
26 мая 2022 года во время вторжения России на Украину, на экономическом форуме в Давосе Киссинджер посоветовал Украине отдать свои некоторые территории России, чем вызвал критику в свой адрес от президента Украины Владимира Зеленского, ряда украинских чиновников и общественности[какой?]. Личные данные Генри Киссинджера были внесены в базу данных сайта Миротворец.
Из глубокого прошлого выныривает, например, господин Киссинджер и говорит, что якобы нужно отдать России кусок Украины. Чтобы якобы не было отчуждения России от Европы. Такое ощущение, что у господина Киссинджера на календаре не 2022 год, а 1938, и он думает, что говорит с аудиторией не в Давосе, а в тогдашнем Мюнхене. 
В 1938 году на тот момент 15-летний Киссинджер вместе с семьёй бежал из нацистской Германии. Он всё прекрасно понимал, и от него тогда не слышали, что нужно якобы адаптироваться к нацистам вместо того, чтобы спасаться от них или бороться с ними. Несмотря на тысячи российских ракет, которые ударили по Украине. Несмотря на десятки тысяч убитых украинцев. Несмотря на Бучу и Мариуполь. Несмотря на разрушенные города. И несмотря на построенные российским государством «фильтрационные лагеря», в которых убивают, пытают, насилуют и унижают.В. Зеленский

## Работы

### Мемуары
- 1979. White House Years. — ISBN 0-316-49661-8.
- 1982. Years of Upheaval. — ISBN 0-316-28591-9.
- 1999. Years of Renewal. — ISBN 0-684-85571-2.

### Государственная политика
- 1957. A World Restored: Metternich, Castlereagh and the Problems of Peace, 1812-22. — ISBN 0-395-17229-2 (1973 edition).
- 1957. Nuclear Weapons and Foreign Policy. — ISBN 0-86531-745-3 (1984 edition).
- 1961. The Necessity for Choice: Prospects of American Foreign Policy. — ISBN 0-06-012410-5.
- 1965. The Troubled Partnership: A Re-Appraisal of the Atlantic Alliance. — ISBN 0-07-034895-2.
- 1969. American Foreign Policy: Three essays. — ISBN 0-297-17933-0.
- 1981. For the Record: Selected Statements 1977—1980. — ISBN 0-316-49663-4.
- 1985 Observations: Selected Speeches and Essays 1982—1984. — ISBN 0-316-49664-2.
- 1994. Diplomacy. — ISBN 0-671-65991-X.
- 1999. Kissinger Transcripts: The Top Secret Talks With Beijing and Moscow (Henry Kissinger, William Burr). — ISBN 1-56584-480-7.
- 2001. Does America Need a Foreign Policy?: Toward a Diplomacy for the 21st Century. — ISBN 0-684-85567-4.
- 2002. Vietnam: A Personal History of America’s Involvement in and Extrication from the Vietnam War. — ISBN 0-7432-1916-3.
- 2003. Ending the Vietnam War : A History of America’s Involvement in and Extrication from the Vietnam War. — ISBN 978-0-7432-1532-9.
- 2003. Crisis: The Anatomy of Two Major Foreign Policy Crises: Based on the Record of Henry Kissinger’s Hitherto Secret Telephone Conversations. — ISBN 0-7432-4910-0.
- 2011. On China (New York: Penguin Press, 2011). — ISBN 978-1-59420-271-1.
- 2014. World Order (New York: Penguin Press, September 9, 2014). — ISBN 978-1-59420-614-6.
- 2021. The Age of AI: And Our Human Future. Boston: Little, Brown and Company. — ISBN 978-0-316-27380-0.
- 2022. Leadership: Six Studies in World Strategy. Penguin Books Ltd. — ISBN 978-0-241-54200-2.

### Переводы на русский
- Генри Киссинджер. Ядерное оружие и внешняя политика. — М.: Издательство иностранной литературы, 1959. — 511 с.
- Восстановленный мировой порядок. — М.: Прогресс, 1973. — 30 с. Рассылается по спец. списку.
- Дипломатия. — М.: Ладомир, 1997.
- Нужна ли Америке внешняя политика? — М.: Ладомир, 2002. — ISBN 5-86218-405-8.
- Пределы универсализма: О консерватизме Бёрка. Архивировано 19 октября 2012 года. // Россия в глобальной политике. — 2012. — № 4.
- Мировой порядок. — М.: АСТ, 2018. — ISBN 978-5-17-111098-7.
  - Киссинджер, Г. Мировой порядок / Генри Киссинджер; [перевод с английского В. Желнинова, А. Милюкова]. — Москва : Издательство АСТ, 2024. — 512 с. — (Мировой порядок). — ISBN 978-5-17-135173-1.
- О Китае. — М.: АСТ, 2020. — 768 с. — ISBN 978-5-17-120624-6.
- Генри Киссинджер, Эрик Шмидт, Дэниэл Хоттенлокер. Искусственный разум и новая эра человечества. — М.: Альпина ПРО, 2022. — 200 с. — ISBN 978-5-907534-65-0.